# متلازمة فراي
متلازمة فراي (بالإنجليزية: Frey's syndrome)‏ هو اضطراب عصبي نادر، ينتج عن طريق ضرر يصيب الغدة النكافية المسؤولة عن صنع اللعاب، أو بسبب ضرر يحدث للعصب الأذني الصدغي، غالبا خلال الجراحة.

## أعراض
الأعراض تشمل إحمرار وتعرق في منطقة الخد القريبة للأذن. يحدث هذا الإحمرار عندما يشرع المريض في المشاهدة، الأكل، التفكير، أو الحلم بأنواع محددة من الأطعمة التي تمتاز بإفراز كمية عالية من اللعاب.[بحاجة لمصدر]

## تشخيص
يتم تشخيص المرض تبعا للأعراض المرافقة له، بالإضافة إلى اختبار اليود والنشا. حيث يتم وضع اليود على المنطقة المصابة من وجه المريض، ومن ثم يترك ليجف، ومن ثم يتم وضع النشا عليه. حيث أن وجود العرق يحول النشا إلى اللون الأزرق.